# 1. liga 2000-2001
L'edizione 2000-01 della 1. liga vide la vittoria finale dello Sparta Praga.
Capocannoniere del torneo fu Vítězslav Tuma (Drnovice), con 15 reti.

## Avvenimenti
Lo Sparta Praga guadagna il comando alla quarta giornata e mantiene il primo posto fino al termine del campionato.

## Classifica finale
|     | Classifica         | G  | V  | N  | P  | GF | GS | Pt |
| --- | ------------------ | -- | -- | -- | -- | -- | -- | -- |
| 1.  | Sparta Praga       | 30 | 21 | 5  | 4  | 71 | 31 | 68 |
| 2.  | Slavia Praga       | 30 | 14 | 10 | 6  | 46 | 32 | 52 |
| 3.  | Sigma Olomouc      | 30 | 14 | 10 | 6  | 47 | 33 | 52 |
| 4.  | Marila Příbram     | 30 | 14 | 9  | 7  | 40 | 26 | 51 |
| 5.  | Viktoria Žižkov    | 30 | 12 | 10 | 8  | 45 | 40 | 46 |
| 6.  | Slovan Liberec     | 30 | 12 | 9  | 9  | 39 | 31 | 45 |
| 7.  | Drnovice           | 30 | 11 | 8  | 11 | 35 | 36 | 41 |
| 8.  | Bohemians Praga    | 30 | 10 | 10 | 10 | 33 | 34 | 40 |
| 9.  | Teplice            | 30 | 12 | 4  | 14 | 45 | 39 | 40 |
| 10. | Chmel Blšany       | 30 | 10 | 10 | 10 | 35 | 35 | 40 |
| 11. | Synot              | 30 | 9  | 10 | 11 | 37 | 35 | 37 |
| 12. | Jablonec           | 30 | 8  | 8  | 14 | 26 | 40 | 32 |
| 13. | Stavo Artikel Brno | 30 | 7  | 9  | 14 | 24 | 35 | 30 |
| 14. | Baník Ostrava      | 30 | 7  | 9  | 14 | 28 | 45 | 30 |
| 15. | Dyn. Č. Budějovice | 30 | 6  | 8  | 16 | 32 | 56 | 26 |
| 16. | Viktoria Plzeň     | 30 | 4  | 9  | 17 | 30 | 65 | 21 |

### Verdetti
- Sparta Praga Campione della Repubblica Ceca 2000-01.
- České Budějovice e Viktoria Plzeň retrocesse in Druhá liga.

## Statistiche e record

### Classifica marcatori
| Gol |  |  | Giocatore         | Squadra         |
| --- |  |  | ----------------- | --------------- |
| 15  |  |  | Vítězslav Tuma    | Petra Drnovice  |
| 14  |  |  | Pavel Hapal       | Sigma Olomouc   |
| 14  |  |  | Pavel Kuka        | Slavia Praga    |
| 12  |  |  | Radim Holub       | Sparta Praga    |
| 12  |  |  | Jiří Kowalík      | Synot           |
| 11  |  |  | Josef Obajdin     | Sparta Praga    |
| 10  |  |  | Leandro Lázzaro   | Sparta Praga    |
| 10  |  |  | Michal Kolomazník | Teplice         |
| 10  |  |  | Kennedy Chihuri   | Viktoria Žižkov |

### Capoliste solitarie
- Dalla 4ª alla 30ª giornata:  Sparta Praga

### Record
- Maggior numero di vittorie:  Sparta Praga (21)
- Minor numero di sconfitte:  Sparta Praga (4)
- Migliore attacco:  Sparta Praga (71 gol fatti)
- Miglior difesa:  Marila Příbram (26 gol subiti)
- Miglior differenza reti:  Sparta Praga (+40)
- Maggior numero di pareggi:  Slavia Praga,  Sigma Olomouc,  Viktoria Žižkov,  Bohemians Praga,  Chmel Blšany e  Synot (10)
- Minor numero di pareggi:  Teplice (4)
- Minor numero di vittorie:  Viktoria Plzeň (4)
- Maggior numero di sconfitte:  Viktoria Plzeň (17)
- Peggiore attacco:  Stavo Artikel Brno (24 gol fatti)
- Peggior difesa:  Viktoria Plzeň (65 gol subiti)
- Peggior differenza reti:  Viktoria Plzeň (-35)
- Partita con più reti:  Sparta Praga -  Slavia Praga 4-4 (8)
- Partita con maggiore scarto di gol:  Synot -  Viktoria Plzeň 5-0 (5)